# Municipio de Washington (condado de Marion, Iowa)
El municipio de Washington (en inglés: Washington Township) es un municipio ubicado en el condado de Marion en el estado estadounidense de Iowa. En el año 2010 tenía una población de 544 habitantes y una densidad poblacional de 5,87 personas por km².

## Geografía
El municipio de Washington se encuentra ubicado en las coordenadas 41°11′51″N 93°9′42″O / 41.19750, -93.16167. Según la Oficina del Censo de los Estados Unidos, el municipio tiene una superficie total de 92.72 km², de la cual 92,7 km² corresponden a tierra firme y (0,03 %) 0,03 km² es agua.

## Demografía
Según el censo de 2010, había 544 personas residiendo en el municipio de Washington. La densidad de población era de 5,87 hab./km². De los 544 habitantes, el municipio de Washington estaba compuesto por el 97,98 % blancos, el 0,37 % eran afroamericanos, el 0,92 % eran asiáticos, el 0,55 % eran de otras razas y el 0,18 % eran de una mezcla de razas. Del total de la población el 0,74 % eran hispanos o latinos de cualquier raza.